# Андрея Клепач
Андрея Клепач (словен. Andreja Klepač) — словенська тенісистка, що спеціалізується в основному на парній грі. 

## Фінали турнірів WTA

### Одиночний розряд: 1 (1 поразка)
| Результат | №  | Дата          | Турнір                                  | Поверхня | Супротивниця | Рахунок       |
| --------- | -- | ------------- | --------------------------------------- | -------- | ------------ | ------------- |
| Поразка   | 1. | 13 липня 2008 | Budapest Grand Prix, Будапешт, Угорщина | Ґрунт    | Алізе Корне  | 6–7(5–7), 3–6 |

### Парний розряд: 11 (5 титулів, 6 поразок)
| Результат | №  | Дата            | Турнір                                        | Поверхня | Партнерка                  | Супротивниці                                      | Рахунок               |
| --------- | -- | --------------- | --------------------------------------------- | -------- | -------------------------- | ------------------------------------------------- | --------------------- |
| Поразка   | 1. | 23 вересня 2007 | Banka Koper Slovenia Open, Порторож, Словенія | Хард     | Олена Лиховцева            | Луціє Градецька Рената Ворачова                   | 7–5, 4–6, [7–10]      |
| Поразка   | 2. | 19 квітня 2009  | Barcelona Ladies Open, Барселона, Іспанія     | Ґрунт    | Сорана Кирстя              | Нурія Льягостера Вівес Марія Хосе Мартінес Санчес | 6–3, 2–6, [8–10]      |
| Перемога  | 1. | 21 липня 2013   | Gastein Ladies, Бад-Гаштайн, Австрія          | Ґрунт    | Сандра Клемешиць           | Крістіна Барруа Елені Даніліду                    | 6–1, 6–4              |
| Поразка   | 3. | 13 липня 2014   | Gastein Ladies, Бад-Гаштайн, Австрія          | Ґрунт    | Марія Тереса Торро Флор    | Кароліна Плішкова Крістина Плішкова               | 6–4, 3–6, [6–10]      |
| Перемога  | 2. | 20 липня 2014   | Swedish Open, Бостад, Швеція                  | Ґрунт    | Марія Тереса Торро Флор    | Джоселін Рей Анна Сміт                            | 6–1, 6–1              |
| Перемога  | 3. | 23 серпня 2014  | Connecticut Open, Нью-Гейвен, США             | Хард     | Сільвія Солер Еспіноса     | Марина Еракович Арантча Парра Сантонха            | 7–5, 4–6, [10–7]      |
| Поразка   | 4. | 12 жовтня 2014  | Tianjin Open, Тяньцзінь, КНР                  | Хард     | Сорана Кирстя              | Алла Кудрявцева Анастасія Родіонова               | 7–6(8–6), 2–6, [8–10] |
| Поразка   | 5. | 8 серпня 2015   | Citi Open, Вашингтон, США                     | Хард     | Лара Арруабаррена          | Белінда Бенчич Крістіна Младенович                | 5–7, 6–7(7–9)         |
| Перемога  | 4. | 27 вересня 2015 | Kia Korea Open, Сеул, Південна Корея          | Хард     | Лара Арруабаррена          | Кікі Бертенс Юганна Ларссон                       | 2–6, 6–3, [10–6]      |
| Поразка   | 6. | 18 жовтня 2015  | Hong Kong Open, Гонгконг                      | Хард     | Лара Арруабаррена          | Алізе Корне Ярослава Шведова                      | 5–7, 4–6              |
| Перемога  | 5. | 23 вересня 2017 | Toray Pan Pacific Open, Токіо, Японія         | Хард     | Марія Хосе Мартінес Санчес | Дарія Гаврилова Дарія Касаткіна                   | 6–3, 6–2              |

## Зовнішні посилання
- Досьє на сайті WTA [Архівовано 11 травня 2017 у Wayback Machine.]

## Виноски
1. ↑  Player Profile // WTA website

| Тенісист | Це незавершена стаття про тенісиста чи тенісистку. Ви можете допомогти проєкту, виправивши або дописавши її. |